# Judith Blegen
Judith Blegen (Lexington (Kentucky), 27 aprile 1943) è un soprano statunitense.

## Biografia
Dopo gli studi a Missoula studia canto all'Curtis Institute of Music di Filadelfia e si perfeziona a Roma.
Debutta nel 1965 come Olympia in Les contes d'Hoffmann a Norimberga.
Nel 1967 debutta al Festival di Salisburgo come Papagena in Die Zauberflöte diretta da Wolfgang Sawallisch con i Wiener Philharmoniker, Peter Schreier, Helen Donath e Hermann Prey.
Nel 1969 debutta al Wiener Staatsoper come Olympia in Les Contes d'Hoffmann con Paul Schöffler e Gerhard Stolze seguita da Zerbinetta in Ariadne auf Naxos con Leonie Rysanek e Arleen Auger e Blondchen in Die Entführung aus dem Serail con Anton Dermota, al Grand Théâtre  di Ginevra Blondine ne L'Enlèvement au sérail ed è Emily nella prima in inglese di Help, Help, the Globolinks! di Gian Carlo Menotti con Jean Kraft al Santa Fe Opera.
Nel 1970 debutta al Metropolitan Opera House di New York come Papagena in Die Zauberflöte con Edith Mathis, George Shirley, Edda Moser e Prey seguita da Marzelline in Fidelio diretta da Karl Böhm con Leonie Rysanek, Jon Vickers, Walter Berry e Giorgio Tozzi ed a Vienna Papagena in Die Zauberflöte con Peter Schreier, Edita Gruberová e Teresa Stich-Randall e Voce dal cielo in Don Carlo con Nicolai Ghiaurov, Franco Corelli, Eberhard Waechter, Martti Talvela, Gundula Janowitz, Shirley Verrett e la Gruberova.
Nel 1971 al Metropolitan è Sophie in Werther (opera) diretta da Alain Lombard con Enrico Di Giuseppe, Christa Ludwig e Fernando Corena, Zerlina in Don Giovanni (opera) diretta da Josef Krips con Cesare Siepi ed Ezio Flagello ed Ännchen in Der Freischütz con Pilar Lorengar.
Nel 1972 al Met è Mélisande in Pelléas et Mélisande (opera) con Colin Davis (direttore d'orchestra), Tozzi e Lili Chookasian, Nannetta in Falstaff (Verdi) diretta da Christoph von Dohnányi con Renata Tebaldi, Matteo Manuguerra, Regina Resnik e Luigi Alva ed Amore in Orfeo ed Euridice (Gluck) diretta da Charles Mackerras con Marilyn Horne e Forest Bird in Sigfrido (opera) diretta da Erich Leinsdorf con Jess Thomas e Birgit Nilsson, la Chookasian e Stolze e debutta al San Francisco Opera come Susanna ne Le nozze di Figaro con Frederica von Stade, Ingvar Wixell e Kiri Te Kanawa.
Nel 1973 al Met è Sophie in Der Rosenkavalier diretta da von Dohnányi con Leonie Rysanek e Berry ed Ascanius in Les Troyens diretta da Rafael Kubelík con Shirley Verrett, Louis Quilico, Vickers e la Kraft, a San Francisco Adele in Die Fledermaus diretta da Richard Bonynge con Joan Sutherland e Huguette Tourangeau e debutta all'Opera di Chicago come Sophie in Der Rosenkavalier diretta da Ferdinand Leitner con la Ludwig, Florindo Andreolli e Giorgio Merighi.
Nel 1974 al Met è Adina ne L'elisir d'amore diretta da Max Rudolf con Luciano Pavarotti, Mario Sereni e Flagello, Lauretta in Gianni Schicchi con Charles Anthony Caruso e Giulietta in Romeo e Giulietta (Gounod) con Plácido Domingo e con Franco Corelli e Caruso ed a Salisburgo Blonde in Die Entführung aus dem Serail con Kurt Moll.
Nel 1975 al Met è Susanna ne Le nozze di Figaro con Justino Díaz, Evelyn Lear, la von Stade e la Kraft, a Salisburgo canta nella Sinfonia n. 8 (Mahler) diretta da Leonard Bernstein con Margaret Price, Agnes Baltsa, Prey e José van Dam, al Royal Opera House, Covent Garden di Londra Despina in Così fan tutte diretta da Colin Davis con Anna Tomowa-Sintow ed a San Francisco Adina ne L'elisir d'amore diretta da Carlo Felice Cillario con José Carreras, Wixell e Paolo Montarsolo.
Nel 1976 all'Edinburgh International Festival è Susanna ne Le nozze di Figaro diretta da Daniel Barenboim con la English Chamber Orchestra, Teresa Berganza, Dietrich Fischer-Dieskau e Heather Harper.
All'Opéra National de Paris nel 1977 è Sophie in Le chevalier à la rose con Helga Dernesch, Michel Sénéchal, Jane Berbié e Alain Vanzo.
Nel 1978 al Met è Gilda in Rigoletto diretta da Gianfranco Masini con Cornell MacNeil, Neil Shicoff e Díaz ed a Chicago Norina in Don Pasquale con John Pritchard (direttore d'orchestra) ed Alfredo Kraus.
Nel 1979 a Chicago è Gilda in Rigoletto diretta da Riccardo Chailly con Pavarotti, Manuguerra ed Antonio Salvadori.
Nel 1980 al Met è Oscar in Un ballo in maschera diretta da Giuseppe Patanè con Katia Ricciarelli, Pavarotti e Louis Quilico, canta nella Sinfonia n. 2 (Mahler) nella serata d'apertura della stagione diretta da James Levine con la Horne e Gretel in Hänsel e Gretel (opera) con Rosalind Elias.
Per il Teatro La Fenice nel 1983 canta nella Sinfonia n. 8 (Mahler) diretta da Eliahu Inbal nella Basilica dei Santi Giovanni e Paolo (Venezia).
Nel 1984 al Met è Blonde in Die Entführung aus dem Serail diretta da Julius Rudel con Catherine Malfitano e Francisco Araiza.
Nel 1986 a Chicago è Pamina in Die Zauberflöte diretta da Leonard Slatkin con Araiza, Luciana Serra e Matti Salminen ed al Met Adele in Die Fledermaus diretta da Jeffrey Tate con la Te Kanawa e Tatiana Troyanos cantando al Met fino al 1991 in 284 recite.

## Discografia
- Faure: Requiem & Durufle: Requiem - Atlanta Symphony Orchestra & Chorus/James Morris/Judith Blegen/Robert Shaw, 1987 Telarc
- Handel: Messiah - Richard Westenburg/John Aler, 1982 BMG
- Haydn, Creazione - Bernstein/Blegen/Moser/Moll, Deutsche Grammophon
- Haydn: Mass in C "Missa in Tempore Belli" - Brigitte Fassbaender/Claes-Håkon Ahnsjö/Elmar Schloter/Hans Sotin/Judith Blegen/Leonard Bernstein/Chor & Symphonieorchester des Bayerischen Rundfunks/Werner Thomas/Wolfgang Seeliger, 1986 Philips
- Mahler: Symphony No. 8 - Florence Quivar/Kenneth Riegel/Benjamin Luxon/Deborah Sasson/Seiji Ozawa/Faye Robinson/Gwynne Howell/Lorna Myers/Boston Symphony Orchestra/Judith Blegen/Tanglewood Festival Chorus, 1981 Philips
- Orff: Carmina Burana - Orchestra di Cleveland & Chorus & Boys Choir/Judith Blegen/Kenneth Riegel/Michael Tilson Thomas/Peter Binder, 1975 Sony
- Puccini: La Bohème - Sir Georg Solti/London Philharmonic Orchestra/Sherrill Milnes/Plácido Domingo/Montserrat Caballé/Ruggero Raimondi, 1974 BMG RCA - Grammy Award for Best Opera Recording 1975
- Duets - Judith Blegen and Frederica von Stade - 1975 Sony

## DVD
- Donizetti, Elisir d'amore - Rescigno/Pavarotti/Blegen, 1981 Decca
- Haydn, Creazione - Bernstein/Blegen/Moser/Moll, 1986 Deutsche Grammophon
- Humperdinck, Hänsel e Gretel - Fulton/Blegen/von Stade/Elias, 1982 Deutsche Grammophon
- Verdi, Ballo in maschera - Patanè/Pavarotti/Freni/Blegen, 1980 Decca